# Typ R.4 (Straßenbahn Timișoara)
Der Typ R.4 war eine Beiwagen-Baureihe der Straßenbahn Timișoara in Rumänien.
1960 erhielt die damals noch Întreprinderea Comunală Oraş Timişoara (I.C.O.T.) genannte Verkehrsgesellschaft in Timișoara zehn gebrauchte zweiachsige Normalspur-Anhänger von der Întreprinderea de Transport București (I.T.B.), dem Betreiber der Straßenbahn in der Hauptstadt Bukarest. Dort waren sie zuvor als Typ V08 im Einsatz. Der Kauf wird in der Ausgabe der Timișoaraer Zeitung Drapelul roșu vom 9. April 1960 erwähnt. Die 6700 Millimeter langen und 2040 Millimeter breiten Einrichtungswagen mit Holzaufbau und 1,5 Millimeter dicker Blechverkleidung waren die ersten Gebrauchtfahrzeuge der Straßenbahn Timișoara. Die 1911 gebauten Wagen mussten aufgrund ihres stark verschlissenen Zustands jedoch zunächst aufgearbeitet werden, wobei einer von ihnen von Beginn an nur als Ersatzteilspender diente. Am 21. September 1960 waren erst zwei Stück fertig renoviert, die übrigen sieben befanden sich damals noch in der Aufarbeitung. Die I.C.O.T. reihte die R.4-Wagen zunächst unter den Nummern 1, 2, 3, 5, 6, 9, 10, 12 und 14 in ihren Bestand ein, bevor sie im Zuge der systematischen Umzeichnungsaktion von 1964 den Nummernblock 11–19 zugewiesen bekamen.
Zum Einsatz kamen die Bukarester Beiwagen hinter Triebwagen der Typen V954, Pionier, V58 und T1-62. Teilweise wurden mit ihnen auch Dreiwagenzüge gebildet. In Timișoara waren sie nur wenige Jahre im Einsatz, schon 1967 wurden die ersten drei Wagen (11, 18 und 19) ausgemustert, 1968 folgten die übrigen sechs (12 bis 17). Es blieb kein einziger R.4 erhalten.
Außer Timișoara erhielt auch die Straßenbahn Brăila 14 solcher Gebrauchtwagen aus Bukarest, sie bekamen dort die neuen Nummern 24–37. Weitere 17 gingen in den Jahren 1961 bis 1964 an die Straßenbahn Arad, wo sie auf Meterspur umgebaut und unter den Nummern 27–41, 44 und 45 eingereiht wurden.